# Université d'Evansville

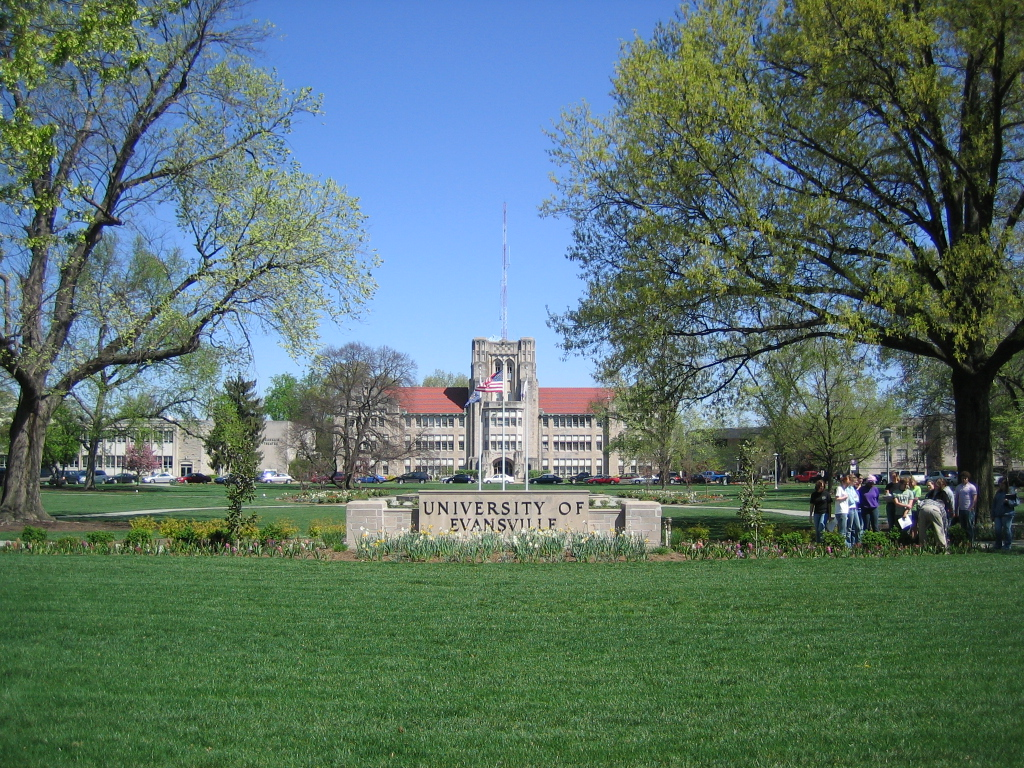
Université d'Evansville.

L’université d’Evansville est une université privée américaine située dans la ville d’Evansville dans l’Indiana. Elle a été fondée en 1854 sous le nom de Moores Hill College. C’est une université méthodiste qui forme ses étudiants en arts et en sciences.
Parmi les anciens étudiants célèbres, on compte Matt Williams, Jack McBrayer, Jerry Sloan et David Weir.

## Purple Aces d'Evansville

### Soccer masculin
|  | 0  | Jacob Madden             | GK | 6-3  | R-Jr. | Round Rock, Texas / Appalachian State            |
|  | 00 | Landon Amick             | GK | 5-11 | Fr.   | Las Vegas, Nevada / Faith Lutheran HS            |
|  | 1  | Matt Bryant              | GK | 6-2  | R-Sr. | Indialantic, Fla. / Brevard Soccer Alliance      |
|  | 2  | Francesco Brunetti       | D  | 5-11 | Sr.   | Arezzo, Italy / University of the Southwest      |
|  | 3  | Ethan Garvey             | D  | 6-7  | Jr.   | New Orleans, La. / Holy Cross HS                 |
|  | 4  | Evan Dekker              | M  | 6-5  | Sr.   | Mississauga, Ontario, Canada / Malone            |
|  | 5  | Raphaello Perez Colasito | M  | 5-8  | R-Sr. | Gilbert, Ariz. / Chandler-Gilbert CC             |
|  | 6  | Johan Helander           | D  | 6-1  | Sr.   | Malmö, Sweden / Lunds BK                         |
|  | 7  | Filip Johansson          | D  | 6-0  | Gr.   | Malmö, Sweden / Lunds BK                         |
|  | 8  | Pablo Guillen            | M  | 5-9  | So.   | La Coruna, Spain / C.D. Lugo                     |
|  | 9  | Jakub Hall               | F  | 6-5  | R-Jr. | West Lafayette, Ind. / William Henry Harrison HS |
|  | 10 | Leonardo Barba           | F  | 5-9  | Gr.   | Midland, Texas / Adams State                     |
|  | 11 | Oliver Hald              | D  | 6-3  | So.   | Copenhagen, Denmark / Muskegon CC                |
|  | 12 | Karl Mbouombouo          | F  | 6-0  | Sr.   | Paris, France / Post University                  |
|  | 13 | Ryan Harris              | M  | 5-11 | Sr.   | Franklin, Tenn. / Centennial HS                  |
|  | 14 | Nkosi Graham             | W  | 5-7  | Jr.   | Lumberton, N.J. / Holy Ghost Prep                |
|  | 15 | Jon Varela               | D  | 6-0  | Fr.   | Vitoria, Spain / Aurerrá Vitoria                 |
|  | 16 | Jacob Grant              | W  | 5-7  | So.   | Westerville, Ohio / Club Ohio                    |
|  | 17 | Einar Andresson          | D  | 6-2  | So.   | Keflavik, Iceland / Fjölbrautaskóli Suðurnesja   |
|  | 18 | Brian Zambrano           | M  | 5-10 | Sr.   | Wheeling, Ill. / Wheeling HS                     |
|  | 19 | Jose Vivas               | M  | 5-6  | Fr.   | Teruel, Spain / SD Huesca                        |
|  | 20 | Davis Peck               | W  | 5-7  | R-Sr. | Gilbert, Ariz. / Grand Canyon                    |
|  | 21 | Carlos Barcia            | M  | 6-1  | Jr.   | Gijon, Spain / Ohio Valley University            |
|  | 22 | Adam Dahou               | D  | 5-7  | Jr.   | Grenoble, France / Indian Hills CC               |
|  | 23 | Edward Mendy             | W  | 5-9  | Fr.   | Overland Park, Kansas / Blue Valley West HS      |
|  | 24 | Alec McAlister           | M  | 5-9  | So.   | Lancaster, Ky. / Lexington FC                    |
|  | 25 | Porter Hedenberg         | M  | 5-10 | So.   | Dayton, Ky. / King's Hammer SC                   |
|  | 26 | Brock Wandel             | D  | 6-3  | Jr.   | Newburgh, Ind. / Castle HS                       |
|  | 27 | Porter Pomykal           | M  | 6-0  | Fr.   | Corinth, Texas / Marcus HS                       |
|  | 28 | Eyob McFarland           | W  | 5-9  | Fr.   | Louisville, Ky. / Kentucky Country Day           |
|  | 29 | Simon Paez               | M  | 5-9  | Sr.   | Caracas, Venezuela / Castle HS                   |
|  | 30 | Caleb Knight             | D  | 6-1  | So.   | Carterville, Ill. / St. Louis Scott Gallagher    |
|  | 31 | Michael Adams            | GK | 5-11 | So.   | Maineville, Ohio /                               |
|  | 32 | Owen Butcher             | M  | 6-1  | Fr.   | Plano, Texas / Liberty HS                        |